# Slip Kid
«Slip Kid» es una canción del grupo británico The Who, publicada en el álbum de estudio The Who by Numbers. Compuesta por el guitarrista Pete Townshend, fue publicada como segundo sencillo, con «Dreaming from the Waist» como cara B, en los Estados Unidos. La canción procedía de Lifehouse, una ópera rock de Townshend abandonada, y una versión demo fue incluida en Lifehouse Chronicles. «Slip Kid» también figura en los recopilatorios The Story of The Who (1976), Hooligans (1981) y Thirty Years of Maximum R&B (1994).

## Interpretaciones en directo
«Slip Kid» fue interpretada en pocas ocasiones durante la etapa europea de la gira de 1976, así como en la etapa norteamericana antes de ser excluida del repertorio habitual. Una porción de la canción fue interpretada también durante la gira del grupo en 1979, especialmente en el concierto de Buffalo el 4 de diciembre. Durante el segundo concierto de The Who ofrecido en Londres en 2008, «Slip Kid» fue interpretada por primera vez en directo en 32 años.

## Personal
- Roger Daltrey: voz y maracas
- Pete Townshend: guitarra eléctrica y coros
- John Entwistle: bajo y coros
- Keith Moon: batería
- Nicky Hopkins: piano